# 李延林
李延林（1933年—1991年），男，四川重庆人，中国作曲家，曾任中国音乐家协会常务理事，中国电影音乐学会常务理事。